# Cimeno
Los Cimeno (methylcumenes, isopropyltoluenes)  constituyen un grupo de sustancias de hidrocarburos aromáticos, que consta de una estructura de anillo de benceno con un grupo isopropilo (–CH(CH3)2), y un grupo metilo (–CH3) como sustituyente. A través de su diferente disposición, forman tres isómeros estructurales con la fórmula molecular C10H14. También pertenecen al grupo de C4-bencenos. El isómero más conocido es el P-cimeno, se produce en la naturaleza y es uno de los terpenos. 
| Cimenos             |          |          |          |
| name                | o-Cymene | m-Cymene | p-Cymene |
| Fórmula estructural |          |          |          |
| CAS                 | 527-84-4 | 535-77-3 | 99-87-6  |